# All-Blacks-Nunatakker
Die All-Blacks-Nunatakker sind eine Gruppe markanter Nunatakker im Transantarktischen Gebirge. Sie liegen auf halbem Weg zwischen den Wallabies-Nunatakkern und den Wilhoite-Nunatakkern am Südostrand des Byrd-Firnfelds. Der Alexander Cone ist ein 1978 m hoher Berg in den All-Blacks-Nunatakkern westlich der Churchill Mountains.
Teilnehmer der New Zealand Geological Survey Antarctic Expedition (1960–1961) benannten sie nach den All Blacks, der Rugby-Nationalmannschaft Neuseelands.